# 宇井かおり
宇井 かおり（うい かおり、1971年1月14日 - ）は、日本のシンガーソングライター。所属事務所はヤマハ音楽振興会。血液型はO型。
愛知県豊田市出身。豊田北高等学校、南山短期大学卒業。1993年10月25日、ファンハウスよりシングル「Just You And I」でデビューした。

## 概要
- カーペンターズ、キャロル・キングなどの1970年代洋楽に影響を受け、学生時代よりバンド活動を始める。
- 大学卒業と同時にライブハウスで音響・照明スタッフとして働きながらギターリストとのデュオでライヴ活動を展開。
- 1992年9月、第一回MUSIC QUEST日本大会(シンガーソングライターコンテスト)に出場し、金賞を受賞。
- 1993年10月25日、シングル「Just You and I」でレコード会社ファンハウスからデビュー。
- 1994年発売のシングル「帰ろう」はTXNニュース THIS EVENINGのエンディング曲として使われた。
- 1995年発売のシングル「Door」は松本引越センターのCM曲として使われた。
- 実妹はヘリコプターのフライトアテンダントとして従事していたが、1997年に乗務中に起きた墜落事故で亡くなっている。このことが以降の音楽やその活動へも大きな影響を与えている。
- 音楽以外にも、本の執筆やラジオ番組でのパーソナリティー、テレビのドキュメンタリー番組でのナレーションなどもこなしている。
- 現在は様々なライヴ活動のほかに、依頼があればどこにでも駆けつける「歌のデリバリー」にも力を注いでいる。

## ディスコグラフィー

### シングル
1. Just You and I (1993/10/25)
2. Last Dinner (1994/2/9)
3. 写真〜new version〜 (1994/7/20)
4. 帰ろう (1994/11/26)
5. さよならが言い出せない (1995/4/26)
6. DOOR (1995/10/1)
7. 悲しみにまけないで (1997/2/5)
8. ありがとうではじめよう (1997/5/2)

### アルバム
1. JUST SIGHS (1994/3/24)
2. door (1995/10/1)
3. Destino (1997/6/4)
4. Pharm. (2000/1/24)
5. RONDO (2002/4/21)
6. Parachute (2003/10/25)
7. serendipity (2005/9/4)
8. GRACE (2006/10/25)
9. TUONELA (2009/12/24)
10. Let it Flow (2020/5)

## 書籍
- あなたが空へ帰る日 ヘリコプター事故で逝った妹へ （名古屋流行発信, 2000/10）  ISBN 978-4890400355